# Lisovi Hrînivți, Hmelnîțkîi
Lisovi Hrînivți (în ucraineană Лісові Гринівці) este localitatea de reședință a comunei Lisovi Hrînivți din raionul Hmelnîțkîi, regiunea Hmelnîțkîi, Ucraina.

## Demografie
Componența lingvistică a localității Lisovi Hrînivți
     Ucraineană (96,96%)
     Rusă (2,51%)
     Alte limbi (0,24%)
Conform recensământului din 2001, majoritatea populației localității Lisovi Hrînivți era vorbitoare de ucraineană (96,96%), existând în minoritate și vorbitori de rusă (2,51%).